# كارل هانيش
كارل هانيش (20 يناير 1900 – 5 مارس 1957) هو مبارز بالسيف نمساوي راحل، مثّل بلاده في الألعاب الأولمبية الصيفية 1936.

## روابط رياضية
كارل هانيش على موقع أوليمبيديا (الإنجليزية)